# Tudo Que Deus Criou
Tudo Que Deus Criou é um filme brasileiro de 2015, do gênero drama, dirigido e escrito por André da Costa Pinto. Baseado em fatos reais, o filme conta com Paulo Philipe como protagonista e Letícia Spiller, Paulo Vespúcio Garcia, Guta Stresser e outros no elenco.

## Sinopse
Miguel Arcanjo (Paulo Phillipe) mora com sua mãe (Maria Gladys), irmã  (Guta Stresser) e cunhado (Claudio Jaborandy)  no interior da Paraíba. Fora de casa, ele leva uma vida secreta como travesti que se prostitui. Ele é abusado sexualmente por seu cunhado há anos e sente-se obrigado a esconder de seus familiares. Seu único conforto na vida é sua amizade com o João (Paulo Vespúcio Garcia), o vizinho carteiro que lê diariamente história para Maura (Letícia Spiller), um mulher cega e virgem que sonha em ter sua primeira relação sexual.

## Elenco
| Ator/Atriz        | Personagem |
| ----------------- | ---------- |
| Guta Stresser     | Angela     |
| Letícia Spiller   | Maura      |
| Claudio Jaborandy | Biu        |
| Maria Gladys      | DaGuia     |

## Produção
As filmagens do filme ocorreram na cidade de Campina Grande, na Paraíba. Todo o trabalho de produção do filme levou cerca de três anos para serem concluídos. As gravações começaram em 2009 com os atores. Este é o filme de estreia em longas-metragens de  André da Costa Pinto, conhecido anteriormente por dirigir os premiados curtas-metragens Amanda e Monick e A Encomenda do Bicho Medonho.

## Recepção

### Crítica dos especialistas
Daniela Lima, em sua crítica ao O Dia, destacou problemas técnicos da produção mas elogiou o desempenho dos atores, escrevendo: "O elenco se entrega e defende o filme com garra. Letícia também mergulha em sua personagem, mas peca por uma atuação over — o que talvez seja um problema de direção e não da atriz. Além de desencontros técnicos, esse drama nos provoca a todo instante, convidando à reflexão sobre vários tabus da sociedade."
Raíssa Rossi, do Almaque Virtual, avaliou positivamente o filme, escrevendo: "Cineasta iniciante, André da Costa Pinto apresenta em “Tudo Que Deus Criou” um roteiro envolvente e bastante maduro, além de uma direção deveras competente. [...] Com uma interpretação poderosa, Guta Stresser mostra que seu maior talento está em sua veia dramática, e não na cômica."